# Сіді Яя Кейта
Сіді Яя Кейта (фр. Sidi Yaya Keita, нар. 20 березня 1985, Бамако) — малійський футболіст, що грав на позиції півзахисника, зокрема за французький «Ланс» та національну збірну Малі.

## Клубна кар'єра
У дорослому футболі дебютував 2003 року виступами за команду «Джоліба». Того 2003 року був запрошений до французького «Страсбура», де грав спочатку за другу команду, а з 2004 року вже захищав кольори основної команди клубу.
Своєю грою за цю команду привернув увагу представників тренерського штабу «Ланса», до складу якого приєднався 2006 року. Відіграв за команду з Ланса наступні три сезони своєї ігрової кар'єри. Більшість часу, проведеного у складі «Ланса», був основним гравцем команди.
Сезон 2009/10 провів в оренді в іспанському «Хересі», після чого ще на рік повертався до «Ланса».
Влітку 2011 року залишив французький клуб і протягом року був без команди, після чого знову приєднався до «Хереса», вже на умовах повноцінного контракту. 2013 року завершив професійну ігрову кар'єру.

## Виступи за збірну
2005 року дебютував в офіційних матчах у складі національної збірної Малі.
Загалом викликався до лав національної команди протягом 7 років, провівши за цей час у її формі 7 матчів і забивши 2 голи.

## Родина
Сіді Яя Кейта є племінником Саліфа Кейта, найкращого футболіста Африки 1970 року. Серед його родичів —  двоюрідні брати Мохамед Сіссоко і Сейду Кейта, також відомі футболісти.

## Титули і досягнення
- Володар Кубка французької ліги (1):

«Страсбур»: 2004-2005